# Mariette Van Heerden
Mariette Van Heerden, née le 22 novembre 1952, est une athlète du Zimbabwe, spécialiste du lancer du disque. Elle a participé aux Jeux olympiques d'été de 1984.

## Carrière
En 2017, elle détient toujours le record national de sa discipline, 55,70 m établi en 1984.
En 1985, elle est médaille d'argent aux championnats d'Afrique.